# مايك ريان (عداء مراثوني)
مايك ريان (بالإنجليزية: Mike Ryan) هو عداء مراثوني نيوزيلندي، ولد في 26 ديسمبر 1941 في إستيرلينغ في المملكة المتحدة.

## وصلات خارجية
- مايك ريان على موقع اللجنة الأولمبية الدولية (الإنجليزية)
- مايك ريان على موقع أوليمبيديا (الإنجليزية)
- مايك ريان على موقع اللجنة الأولمبية النيوزيلندية (الإنجليزية)
- مايك ريان على موقع قاعة نيوزيلندا للمشاهير الرياضية (الإنجليزية)